# Pelexia novofriburgensis
Pelexia novofriburgensis är en orkidéart som först beskrevs av Heinrich Gustav Reichenbach, och fick sitt nu gällande namn av Leslie Andrew Garay. Pelexia novofriburgensis ingår i släktet Pelexia och familjen orkidéer. Inga underarter finns listade i Catalogue of Life.